# Võ Lao, Thanh Ba
Võ Lao là một xã thuộc huyện Thanh Ba, tỉnh Phú Thọ, Việt Nam.
Xã có diện tích 7,86 km², dân số năm 1999 là 3.746 người, mật độ dân số đạt 477 người/km².